# Nephrotoma cornicina
Nephrotoma cornicina är en tvåvingeart som först beskrevs av Carl von Linné 1758.  Nephrotoma cornicina ingår i släktet Nephrotoma och familjen storharkrankar. Arten är reproducerande i Sverige.

## Underarter
Arten delas in i följande underarter:
- N. c. cornicina
- N. c. sardiniensis

## Bildgalleri

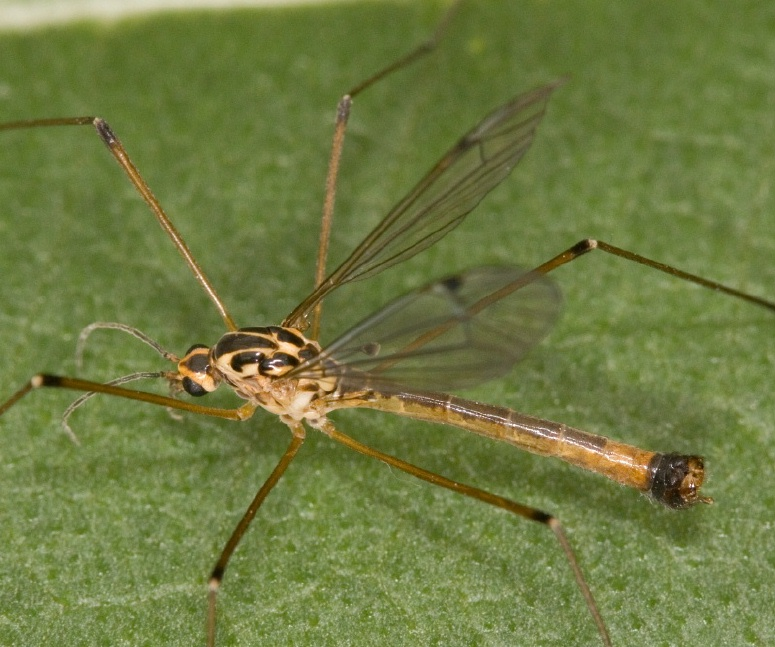